# Вимирання
Вимира́ння — часткове або цілковите зникнення окремих видів, груп рослин і тварин або цілих флор і фаун з певної території чи акваторії. Вимирання живих організмів може бути спричинене антропогенними, кліматичними та іншими чинниками.
Книгу, в яку занесені всі вимерлі тварини, називають Чорною. Книгу, в яку занесені тварини, яким загрожує вимирання, називають Червоною.

## Найвідоміші приклади
Найвідоміші приклади видів і підвидів, які вимерли:
- Додо;
- Веслоніс китайський (востаннє помічений у 2003 році; оголошений вимерлим у 2022 році);
- Гагарка велика (остання підтверджена пара вбита в 1840-х роках);
- Тилацин (останній тилацин, убитий у дикій природі, був застрелений у 1930 році; останній представник у неволі жив у зоопарку Гобарта до 1936 року);
- Мого алакайський (останній відомий представник був почутий у 1987 році; весь Mohoidae вимер з ним);
- Баклан командорський (останні відомі особини жили в 1850-х роках);
- Папуга каролінський (останній відомий представник, на ім'я Інкас, помер у неволі в 1918 році; оголошений вимерлим у 1939 році);
- Голуб мандрівний (останній відомий представник, на ім'я Марта, помер у неволі в 1914 році);
- Тасманійський ему (востаннє помічений у 1839 році);
- Zalophus japonicus (останній підтверджений запис — молодий екземпляр, виловлений у 1974 році);
- Олень Шомбургка (вимер у дикій природі в 1932 році; останній олень у неволі був убитий у 1938 році).

## Глобальні вимирання
Упродовж геологічної історії Землі відомо 5 глобальних вимирань:
- Ордовицько-силурійське вимирання — відбулось у пізньому ордовицькому періоді палеозойської ери, приблизно 438 млн років тому. Внаслідок нього вимерло близько 100 відомих на сьогодні родин ордовицької фауни;
- Девонське вимирання — відбулось у пізньому девонському періоді палеозойської ери, приблизно 360 млн років тому. Внаслідок цього вимирання зникло близько 30 % усіх відомих родин девонської фауни;
- Пермське вимирання — відбулось у пізньому пермському періоді палеозойської ери, приблизно 250 млн років тому. Наслідком стало зникнення понад 50 % усіх родин пермської фауни та флори[3];
- Тріасове вимирання — відбулось у пізньому тріасовому періоді мезозойської ери, приблизно 220 млн років тому. Зникло понад 35 родин тріасової флори і фауни.
- Крейдове вимирання — відбулось у пізньому крейдовому періоді мезозойської ери, 65 мільйонів років тому. Внаслідок цього вимирання зникли 17 % родин живих організмів.

## Приклади регіональних вимирань
В історії вимирання різних видів птахів на островах Нової Зеландії дослідники виділили чотири фази. Перша, E1, вивчена за виявленими рештками, охоплює період до прибуття на острови людини. Для цього періоду достовірно відомо про зникнення 29 видів птахів. Друга фаза, E2, — вимирання видів, яке сталося після прибуття полінезійців, але до заселення острова європейцями. За цей час зникло 35 видів птахів. Третя фаза, E3, включає вимирання видів після прибуття європейців (зникло 23 види). Нарешті четверта фаза, E4, — це сучасний стан всієї орнітофауни, що нараховує 187 видів, з яких 90 видів викликають занепокоєння (згідно зі списками Червоної книги Міжнародного союзу охорони природи — The IUCN Red List of Threatened Species). Треба сказати, що вжиті в останні десятиліття серйозні заходи з охорони природи увінчалися певним успіхом. Після 1968 р. на території Нової Зеландії жоден вид птахів не вимер.

## Шосте глобальне вимирання
У журналі Science Advances (19 липня 2015) у статті «Прискорення сучасних людських видів втрат: введення шостого масового вимирання» («Accelerated modern human–induced species losses: Entering the sixth mass extinction») вченими Херардо Себаллосом (Gerardo Ceballos), Полом Р. Ерліхом (Paul R. Ehrlich), Антонієм Д. Барноським (Anthony D. Barnosky) та іншими було описано результати досліджень щодо швидкості вимирання видів. Висновок, наведений у статті, невтішний. За останні 200 років, що відповідає початку індустріалізації людства, швидкість зникнення видів почала перевищувати природну норму, наведену у статті (1 вид з 10 000 на 100 років, тобто кожні сто років один вид з 10 000 зникає).
Згідно з висновками вчених, наше глобальне суспільство почало знищувати види інших організмів прискореними темпами, ініціюючи вимирання з рекордною за останні 65 мільйонів років швидкістю.